# Hòa Bình, Thẩm Dương

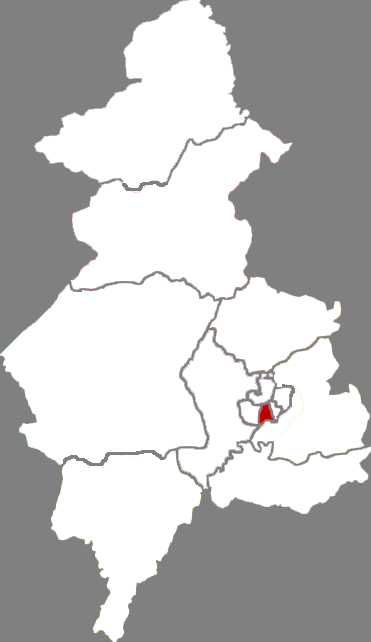
Vị trí tại Thẩm Dương

Hòa Bình (tiếng Trung: 和平区, Hán Việt: Hòa Bình khu) Là một quận của thành phố Thẩm Dương (沈阳市), tỉnh Liêu Ninh, Cộng hòa Nhân dân Trung Hoa. Quận này có diện tích 34,2 km², dân số 660.000 người, mã số bưu chính 110001. Quận lỵ đóng tại số 76 đường Thập Nhất Vĩ. Quận này có 20 nhai đạo:
| - Nam Trạm nhai đạo (南站街道) - Vân Tập nhai đạo (云集街道) - Dân Chủ nhai đạo (民主街道) - Toại Xuyên nhai đạo (遂川街道) - Thắng Lợi nhai đạo (胜利街道) - Tây Tháp nhai đạo (西塔街道) - Tân Hưng nhai đạo (新兴街道) - Nam Hồ nhai đạo (南湖街道) - Mã Lộ Loan nhai đạo (马路湾街道) - Sa San nhai đạo (砂山街道) | - Bắc Đạo Khẩu nhai đạo (北道口街道) - Trung Hoa Lộ nhai đạo (中华路街道) - Tân Hoa nhai đạo (新华街道) - Bắc Trạm nhai đạo (北站街道) - Tập Hiền nhai đạo (集贤街道) - Viên Lộ nhai đạo (园路街道) - Bắc Thị nhai đạo (北市街道) - Ngô Tùng nhai đạo (吴淞街道) - Bát Kinh nhai đạo (八经街道) - Thập Tứ Vĩ Lộ nhai đạo (十四纬路街道) - Trường Bạch nhai đạo (长白街道) |